# Троицкое (Бурятия)
Тро́ицкое — село в Прибайкальском районе Бурятии. Входит в сельское поселение «Таловское».

## География
Расположено в 36 км к западу от районного центра, села Турунтаево, на левом берегу реки Селенги, ниже впадения в неё реки Пьяная, по северной стороне федеральной автодороги Р258 «Байкал», в двух километрах к востоку от железнодорожной станции Таловка на Транссибирской магистрали, посёлок которой является центром Таловского сельского поселения. На юго-западной окраине села за трассой «Байкал» находится остановочный пункт Троицкое ВСЖД. Расстояние до станции Улан-Удэ — 56 км. Расстояние по автодороге до центра города Улан-Удэ — 81 км.

## История
В 1675 году в казачьем поселении Верхняя Заимка нерчинскими служилыми людьми был возведён храм во имя святителя Николая Чудотворца. В 1681 году Даурской духовной миссией был основан Свято-Троицкий Селенгинский монастырь, бывший центром миссии до 1734 года. При монастыре возникло село Троицк, заселявшееся крестьянами-переселенцами из европейской России, приписанными к обители. Жители занимались хлебопашеством, рыболовством, извозом по Московскому тракту.
Осенью 1885 года открылась церковно-приходская школа. Помещение для школы передал Троицкий Селенгинский монастырь. Первым учителем был бывший запасной станционный смотритель Иркутской почтовой конторы Александр Иванович Крафт. В первой год в школу поступили 36 учеников.
В первой половине 1930-х годов на территории закрытого к тому времени Троицкого Селенгинского монастыря размещался Краевой пионерский санаторий. Четыре года директором санатория работал советский писатель Б. А. Костюковский.

## Население
| 2002 | 2010 |
| ---- | ---- |
| 476  | ↗497 |

## Инфраструктура
Начальная школа-детский сад, Дом культуры, библиотека, фельдшерско-акушерский пункт.

## Объекты культурного наследия
- Свято-Троицкий Селенгинский монастырь